# Tomoka Shibasaki
Tomoka Shibasaki (柴崎 友香 Shibasaki Tomoka?) (柴崎 友香 Shibasaki Tomoka) es una autora japonesa, nacida el 20 de octubre de 1973, en Osaka. Se graduó en la Osaka Prefecture University y trabajó cuatro años antes de su debut en 2000, con la novela Kyō no dekigoto, la cual fue filmada por Isao Yukisada en 2003 (Título en inglés: Un día en el planeta).
Escribió Sono Machi No Ima Wa (Hoy, en esa Ciudad), la cual primero apareció en Shincho en 2006. Fue nominado en 2007 para el Akutagawa Prize.

## Premios y honores
- 2014 Akutagawa Prize (#151), ganadora por Haru No Niwa (Jardín Primaveral)[1]

## Obras
- Nijiiro to kun (Chikuma Shobo, 2015)
- Haru no niwa (Bungei Shunju, 2014) (trad. al español como El jardín de la primavera)
- Watashi ga inakatta machi de (Shinchosha, 2012)
- Shudaika (Kodansha, 2011)
- Birijian (Mainichi Shinbun, 2011)
- Nete mo samete mo (Kawade Shobo, 2010)
- Dorīmāzu (2009)
- Hoshi no shirushi (Bungei Shojo, 2008)
- Furutaimu raifu (Kawade Shobo, 2008)
- Shotokatto (Kawade Shobo, 2007)
- Sono machi no ima wa (Shinchosha, 2006)
- Kyō no dekigoto (Kawade Shobo, 2000)

## Traducciones al español
A la fecha sólo una de sus novelas ha sido traducida al español:
- El jardín de la primavera (Quaterni, 2019) (Traducción del japonés por Madoka Hatakeyama)[2]